# Adolf Svátek
Adolf Svátek (8. dubna 1839 Praha – 7. března 1911 Ústí nad Orlicí) byl český novinář a spisovatel, někdejší příslušník rakouského válečného námořnictva. Byl patrně prvním autorem, který v češtině popsal zážitky z námořního válčiště. Byl mladším bratrem spisovatele, redaktora a historika Josefa Svátka a otcem právníka, spisovatele a překladatele Josefa Jana Svátka.

## Život
Narodil se v Praze. Vystudoval pražskou reálku, následně pak nastoupil na povinnou vojenskou službu, kde byl přidělen námořní pěchotě. Následně se pak se svou jednotkou na lodi SS Kaiser zúčastnil válečného tažení v rámci podpory pruské armády v roce 1864 proti Dánsku v prusko-dánské válce. Za zásluhy v boji byl vyznamenán válečnou medailí prusko-dánské války. Roku 1866 pak absolvoval bojovou kampaň proti Itálii, podporující tentokrát nepřátelské Prusko, během prusko-rakouské války, v rámci které bojoval na lodi SS Arcivévoda Maxmilián, mj. v námořní bitvě u ostrova Visu (Lissy), za což byl odměněn válečnou medailí a povýšením do poddůstojnické hodnosti.
Krátce nato armádu opustil a po návratu do Čech vstoupil do redakce Pražských úřadních listů, kde jako redaktor působil jeho bratr Josef, kde pak pracoval až do své smrti. Vydal dvě knihy pamětí, z dánského i italského tažení, kde jako možná první český autor popsal z vlastní zkušenosti válčení na moři. Závěr života trávil u příbuzných v Ústí nad Orlicí.
Dne 23. listopadu 1869 se v Praze oženil s Rosalií Hrubou.
Adolf Svátek zemřel 7. března 1911 v Ústí nad Orlicí. Tělo bylo pak uloženo v rodinné hrobce na Městském hřbitově v Ústí nad Orlicí.

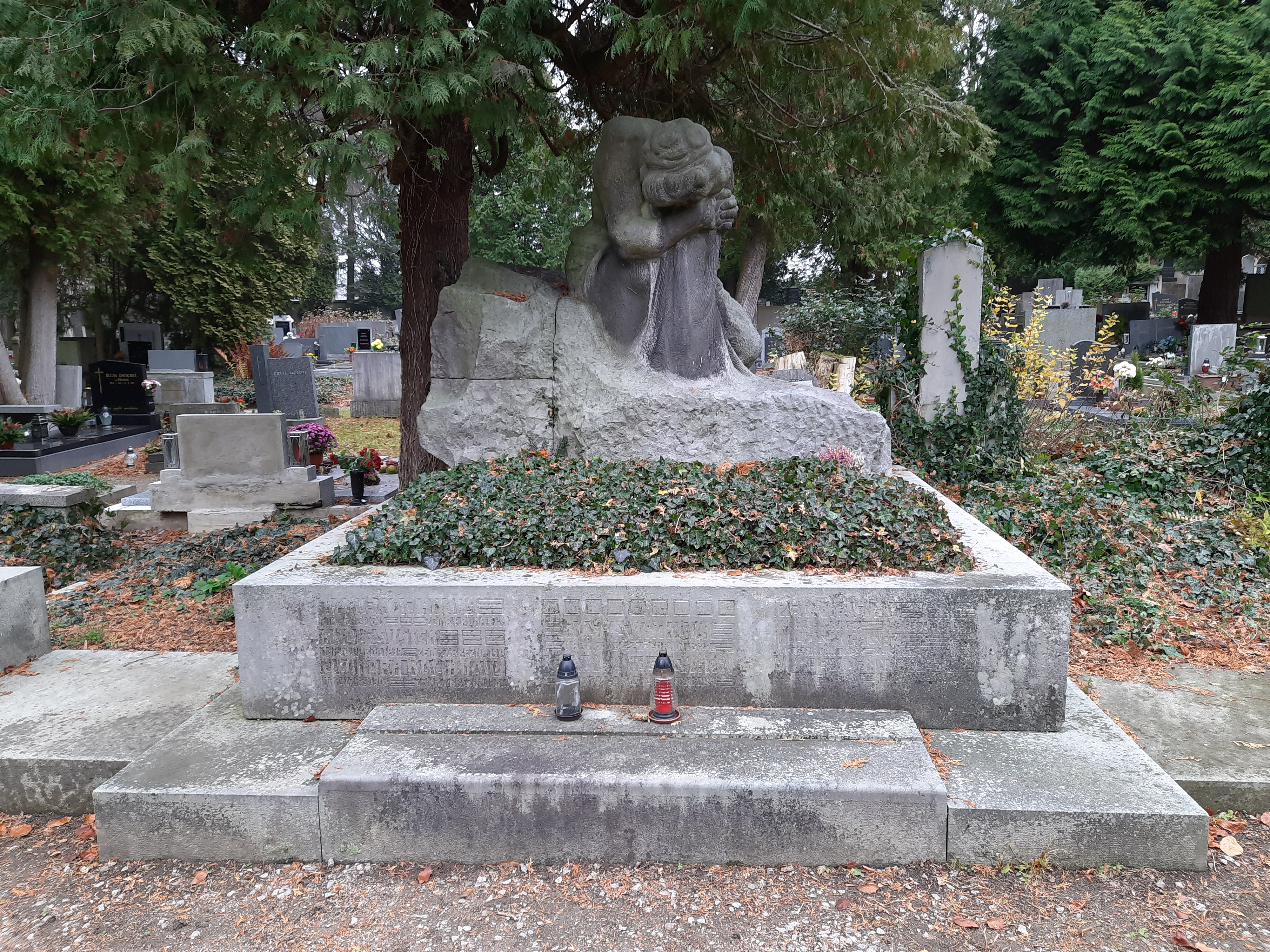
Hrobka rodiny Svátkovy na Městském hřbitově v Ústí nad Orlicí